# Cesar Sanudo
Cesar Sanudo (Tijuana, Baja California; 26 de octubre de 1943 - La Mesa, California, 28 de agosto de 2011) fue un golfista profesional mexicano que jugó en el PGA Tour y el Senior PGA Tour. Fue el primer mexicano en ganar un torneo del PGA Tour.

## Primeros años
Sanudo nació y se crio en Tijuana, Baja California con sus cuatro hermanos. Como muchos otros golfistas profesionales hispanos de la época, Sanudo se inició en el golf como caddie. Su primer trabajo fue en Tijuana Country Club en 1954. Durante su adolescencia se mudó de Tijuana a San Diego y se graduó de El Cajon High School en El Cajón, California. Mientras estaba en la escuela secundaria, mejoró su juego a través del programa de élite juvenil de San Diego. Sanudo tuvo un excelente récord amateur, llegando a la semifinal del Amateur de Estados Unidos de 1965 y ganando el Amateur de México de 1966. Se clasificó para el Torneo de Maestros de 1966 como aficionado.

## Carrera
Sanudo jugó principalmente en la gira entre 1969 y 1982, vacilando entre el estado de tiempo completo y tiempo parcial. Su única victoria en el PGA Tour fue en el Azalea Open Invitational de 1970 celebrado en Cape Fear, Carolina del Norte; ganó $ 12,000 por sus esfuerzos al derrotar a Bobby Mitchell por un golpe en 15 bajo par 269. Sanudo lo describió como el momento de mayor orgullo de su carrera profesional. Con la victoria, Sanudo se convirtió en el primer jugador mexicano en ganar en el PGA Tour. Más tarde le siguieron Víctor Regalado en 1974 y Carlos Ortiz en 2020.
Casi dos años después de su victoria en el PGA Tour, Sanudo luchó seriamente por un campeonato importante por única vez. En el Abierto de Estados Unidos de 1972 estaba empatado en el liderato después de dos rondas. Durante el fin de semana, con los fuertes vientos en Pebble Beach, retrocedió considerablemente con puntajes de 78-77, pero aún terminaría entre los 10 primeros.
Sanudo terminó segundo en el Campeonato Europeo Benson &amp; Hedges Match Play de 1974, detrás del australiano Jack Newton. Derrotó a los golfistas británicos Maurice Bembridge y David Jagger en su camino hacia la final. Fue la única vez que terminó segundo en el Tour Europeo o en el PGA Tour.
A mediados de la década de 1970, perdió su condición de jugador a tiempo completo y trabajó en el negocio de automóviles usados. Recuperó brevemente el estatus de tiempo completo, pero después de la temporada de 1981 rara vez volvería a jugar en la gira. Después de que terminaron sus días de juego en el PGA Tour, Sanudo se convirtió en un profesional de clubes de mucho tiempo en El Cajón, California y más tarde en el Coronado Municipal Golf Course.

## Vida personal
Sanudo estuvo en una relación con Kris Houghton, ahora Kris Jenner, a mediados de la década de 1970. Después de que se separaron, se casó con Jacqui Schenz y tuvo tres hijos con ella: Amber, Anthony y Lee. Lee es un profesional de la enseñanza local. Era buen amigo de Lee Trevino y jugaba al golf con los presidentes Nixon, Ford y George H.W Bush. Sanudo falleció en 2011 en La Mesa, California.

## Victorias profesionales (2)

### Victorias del PGA Tour (1)
| N.º | Fecha                | Torneo                   | Puntuación ganadora     | Margen de victoria | Subcampeón     |
| --- | -------------------- | ------------------------ | ----------------------- | ------------------ | -------------- |
| 1   | 4 de octubre de 1970 | Azalea Open Invitational | −15 (66-68-68-67 = 269) | 1 trazo            | Bobby Mitchell |

### Otras victorias (1)
- 1973 Columbia Open